# Serie B 1941/1942
Soutěžní ročník Serie B 1941/1942 byl 13. ročník druhé nejvyšší italské fotbalové ligy. Konal se od 26. října 1941 do 12. července 1942. Soutěž skončila vítězstvím Bari, které se po roce vrátilo do nejvyšší ligy. Druhým postupujícím byla Vicenza, která se do nejvyšší ligy vrátila po 21 letech.
Nejlepším střelcem se stal italský hráč Giovanni Costanzo (Spezia), který vstřelil 24 branek.

## Události
Sestupující klub z nejvyšší ligy Bari se po jedné odehrané sezoně opět vrátilo zpět, když vyhrálo celou soutěž. Druhým postupujícím se stala Vicenza, která měla o 2 body méně než vítěz a o jeden bod více než třetí Pescara, která byla nováčkem soutěže.
Sestup do 3. ligy znamenal pro kluby: Fiumana, Reggiana, Prato a Lucchese, které zaznamenalo nejhorší obranu všech dob, když dostalo 104 branek.

## Účastníci
| Klub        | Město         | Stadion                     | Trenér                                                                     | Minulá sezona                                      |
| ----------- | ------------- | --------------------------- | -------------------------------------------------------------------------- | -------------------------------------------------- |
| Alessandria | Alessandria   | Campo del Littorio          | Pasquale Parodi                                                            | 7. místo v Serii B                                 |
| Bari        | Bari          | Stadio della Vittoria       | András Kuttik (1.–18. kolo) Raffaele Costantino (19. kolo) Stanislao Klein | 16. místo v Serii A (sestup)                       |
| Brescia     | Brescia       | Stadium di viale Piave      | Evaristo Frisoni                                                           | 3. místo v Serii B                                 |
| Fanfulla    | Lodi          | Stadio Dossenina            | Franco Salvatori                                                           | 13. místo Serii B                                  |
| Fiumana     | Rijeka        | Stadio del Littorio         | Angelo Piccaluga                                                           | 1. místo ve finálové skupině B ve 3. lize (postup) |
| Lucchese    | Lucca         | Stadio Porta Elisa          | Renato Bodini (1. kolo) Stanislao Klein (2.–6. kolo) Renato Bodini         | 10. místo Serii B                                  |
| Novara      | Novara        | Stadio del Littorio         | Carlo Rigotti                                                              | 15. místo v Serii A (sestup)                       |
| Padova      | Padova        | Stadio Silvio Appiani       | József Bánás                                                               | 5. místo v Serii B                                 |
| Pescara     | Pescara       | Stadio Rampigna             | Luigi Ferrero                                                              | 2. místo ve finálové skupině B ve 3. lize (postup) |
| Pisa        | Pisa          | Campo del Littorio          | József Ging                                                                | 14. místo v Serii B                                |
| Prato       | Prato         | Stadio Lungobisenzio        | Armando Bonino                                                             | 2. místo ve finálové skupině A ve 3. lize (postup) |
| Pro Patria  | Busto Arsizio | Stadio Bruno Mussolini      | Natale Masera                                                              | 1. místo ve finálové skupině A ve 3. lize (postup) |
| Reggiana    | Reggio Emilia | Stadio Mirabello            | János Vanicsek (1.–17. kolo) Luigi Bernardi                                | 9. místo v Serii B                                 |
| Savona      | Savona        | Campo di Corso Ricci        | György Orth                                                                | 4. místo v Serii B                                 |
| Siena       | Siena         | Stadio Rino Daus            | Alberto Macchi                                                             | 8. místo v Serii B                                 |
| Spezia      | La Spezia     | Stadio Alberto Picco        | János Nehadoma (1.–6. kolo) Cesare Cassanelli                              | 12. místo v Serii B                                |
| Udinese     | Udine         | Stadio Moretti              | Luigi Miconi                                                               | 11. místo v Serii B                                |
| Vicenza     | Vicenza       | Campo Sportivo del Littorio | Eraldo Bedendo a Pietro Spinato                                            | 6. místo v Serii B                                 |

## Tabulka
| Poř. | Tým         | Z  | V  | R  | P  | VG | OG  | B  |
| ---- | ----------- | -- | -- | -- | -- | -- | --- | -- |
| 1.   | Bari        | 34 | 19 | 11 | 4  | 47 | 26  | 49 |
| 2.   | Vicenza     | 34 | 17 | 13 | 4  | 58 | 18  | 47 |
| 3.   | Pescara     | 34 | 20 | 6  | 8  | 48 | 24  | 46 |
| 4.   | Padova      | 34 | 19 | 7  | 8  | 61 | 26  | 45 |
| 5.   | Brescia     | 34 | 16 | 7  | 11 | 57 | 37  | 39 |
| 6.   | Spezia      | 34 | 16 | 6  | 12 | 66 | 40  | 38 |
| 7.   | Pisa        | 34 | 16 | 6  | 12 | 53 | 52  | 38 |
| 8.   | Novara      | 34 | 14 | 8  | 12 | 47 | 36  | 36 |
| 9.   | Udinese     | 34 | 15 | 6  | 13 | 43 | 42  | 36 |
| 10.  | Alessandria | 34 | 14 | 6  | 14 | 38 | 47  | 34 |
| 11.  | Pro Patria  | 34 | 12 | 8  | 14 | 49 | 41  | 32 |
| 12.  | Fanfulla    | 34 | 12 | 6  | 16 | 41 | 45  | 30 |
| 13.  | Siena       | 34 | 11 | 7  | 16 | 34 | 46  | 29 |
| 14.  | Savona      | 34 | 11 | 6  | 17 | 43 | 47  | 28 |
| 15.  | Fiumana     | 34 | 10 | 6  | 18 | 55 | 58  | 26 |
| 16.  | Reggiana    | 34 | 7  | 11 | 16 | 25 | 59  | 25 |
| 17.  | Prato       | 34 | 7  | 9  | 18 | 30 | 71  | 23 |
| 18.  | Lucchese    | 34 | 4  | 3  | 27 | 24 | 104 | 11 |

Poznámky
- Z = Odehrané zápasy; V = Vítězství; R = Remízy; P = Prohry; VG = Vstřelené góly; OG = Obdržené góly; B = Body
- za výhru 2 body, za remízu 1 bod, za prohru 0 bodů.
- při rovnosti bodů se rozhodovalo na základě poměru gólů (vstřelené góly ÷ obdržené góly).

|  | Postup do Serie A |
|  | Sestup do Serie C |